# Archer Daniels Midland

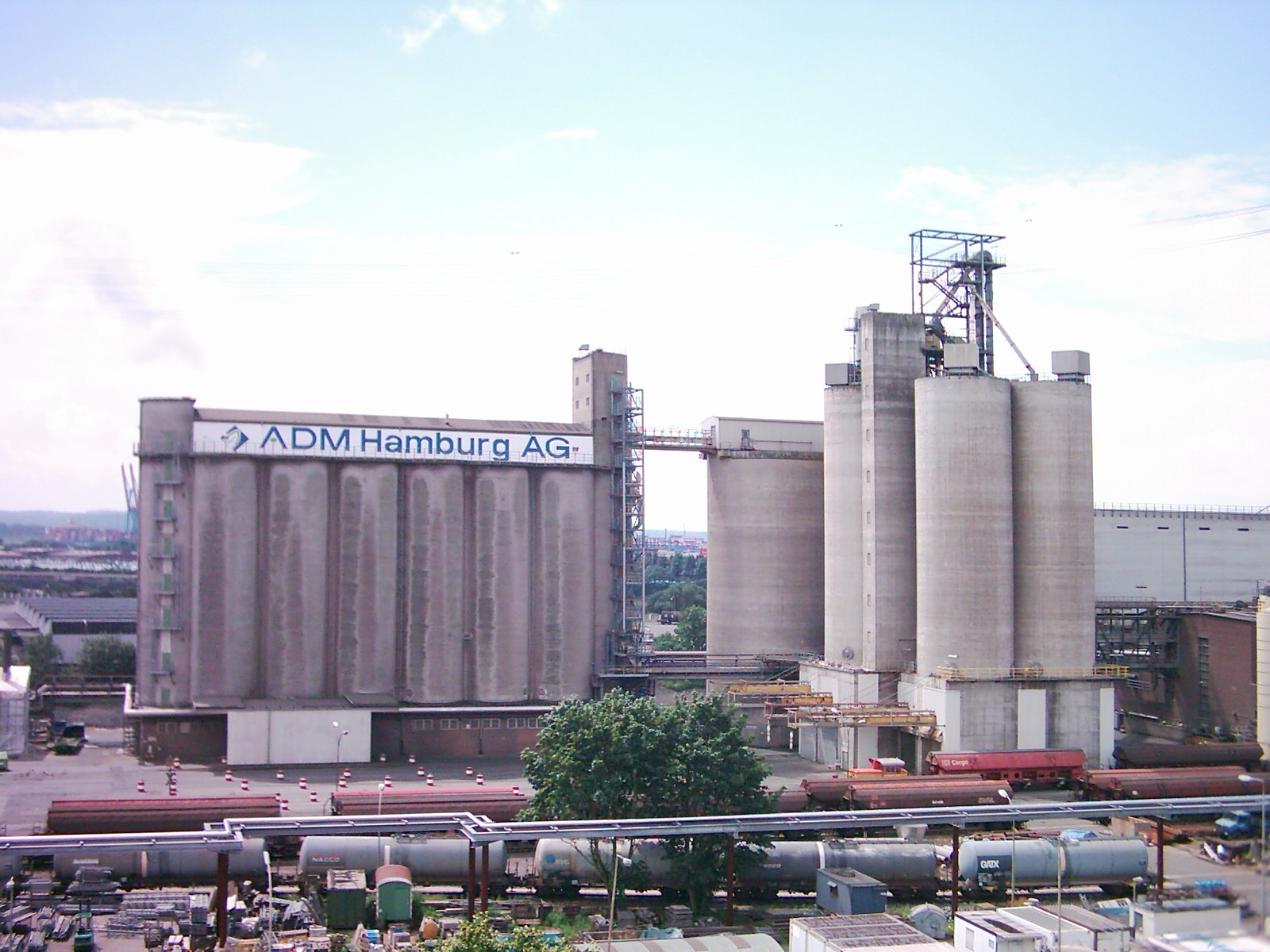
Ölmühle in Hamburg

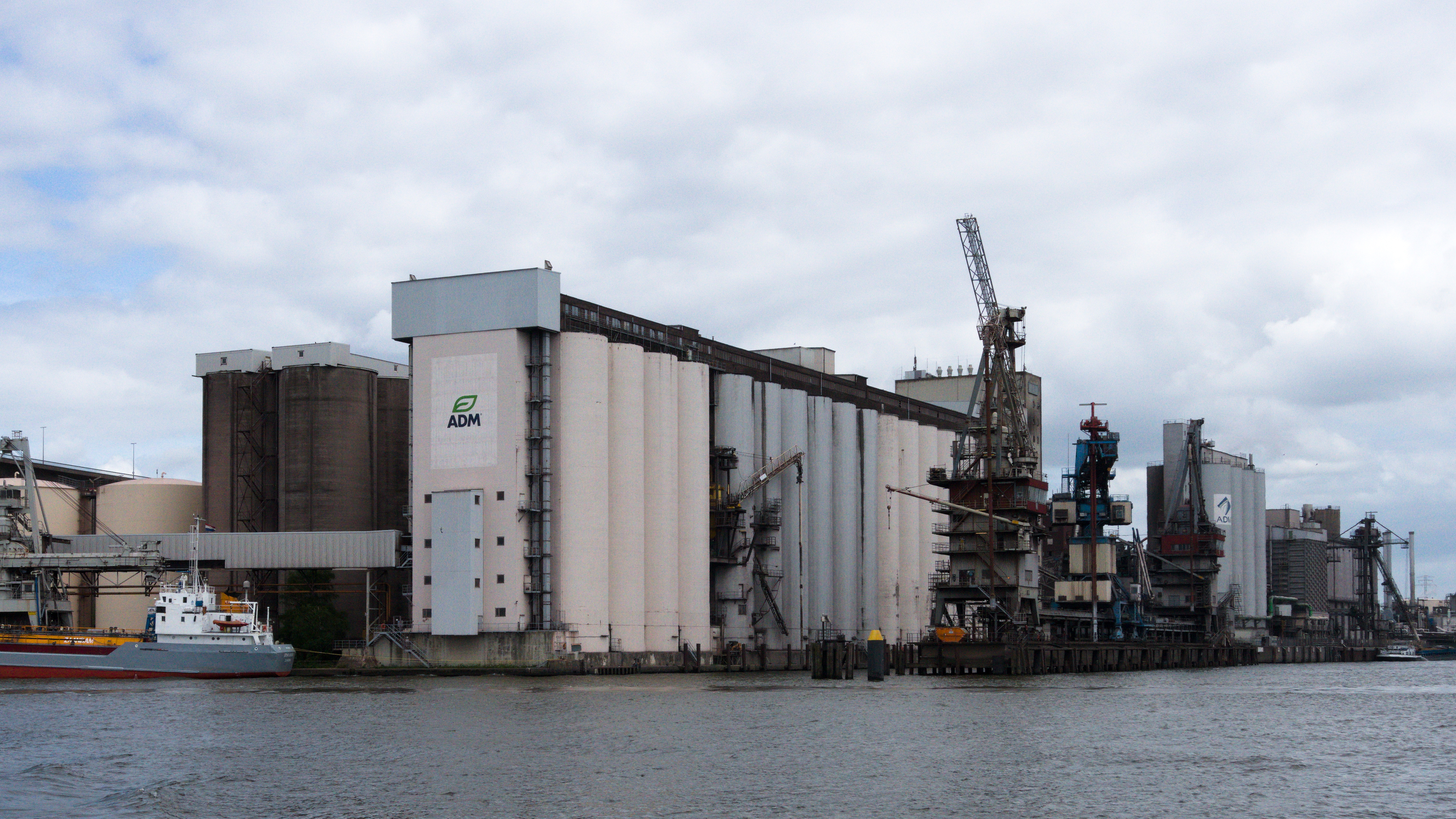
ADM im Hamburger Hafen

Archer Daniels Midland Company (ADM) ist ein US-amerikanischer Industriekonzern im Agribusiness mit Sitz in Chicago, Illinois. Der Konzern ist mit mehr als 270 Produktionsstätten weltweit am Markt vertreten. In ihnen werden Getreide und Ölsaaten zu verschiedenen Produkten verarbeitet, die in Lebensmitteln, Getränken, Industrieprodukten und Futtermitteln eingesetzt werden.
ADM ist einer der größten Verarbeiter von Sojaschrot, Sojaöl, Palmöl, Ethanol, Fructosesirup und Backmehlen. Sitz der Europazentrale ist Rolle im Bezirk Nyon am Nordufer vom Genfersee.
Das Unternehmen betreibt in Deutschland Ölmühlen in Mainz (Soya Mainz), Kleve (Ölwerke Spyck) und Straubing (Ölsaatenverarbeitung). Darüber hinaus gibt es in Deutschland Biodieselwerke der ADM in Hamburg, Leer und Mainz.
Der Betrieb der Ölmühle in Hamburg-Heimfeld (Noblee & Thoerl GmbH) wurde am 30. Juni 2023 eingestellt.
Im Jahr 2009 übernahm ADM die Schokinag in Mannheim. Das Unternehmen wurde 2016 wieder verkauft.
ADM bietet auch Dienstleistungen im Lagern und Transport von landwirtschaftlichen Produkten an.
Zu den Geschäftsbereichen der Firma zählen: ADM Kakao, ADM Corn Processing, ADM Food Additives, ADM Lecithin, ADM Milling, ADM Monoglycerides, ADM Vitamin E, ADM Protein Specialties, ADM Food Oils.
Im Jahr 2013 belegte Archer Daniels Midland den Platz 48 im Toxic 100 Index, nachdem die Firma 2008 noch auf dem zweiten Platz gelegen hatte.

## Geschichte
1902 gründeten George A. Archer und John W. Daniels ein Unternehmen, das sich mit dem Pressen von Leinöl beschäftigte. 1923 übernahm die Archer-Daniels Linseed Company die Midland Linseed Products Company und nannte sich in Archer Daniels Midland Company um. Seit ihrer Gründung erweiterte ADM in jedem Jahrzehnt ihr Geschäftsfeld, darunter Mahlen, Verarbeitung, Spezialfuttermittel, Lebensmittelzutaten, Kakao und Ernährung.
1993 geriet ADM in die Schlagzeilen, als illegale Preisabsprachen beim Vertrieb von Lysin aufgedeckt wurden. In den darauffolgenden Gerichtsverhandlungen wurden mehrere Mitarbeiter des Unternehmens verurteilt, und ADM musste eine Geldstrafe von 100 Millionen US-Dollar zahlen.
Im September 1999 kündigte Marty Andreas an, dass ADM auf Druck der europäischen Agrarindustrie gentechnisch veränderte Produkte von den nicht-gentechnisch veränderten Produkten trennen würde, um den Kunden eine bewusste Wahl zu ermöglichen – eine Transparenz, die bis dahin nicht gegeben war.
2001 wurde Paul B. Mulhollem Präsident von ADM. Unter seiner Führung schrieb das Unternehmen Geschichte, indem es als erste US-Firma seit dem vierzig Jahre zuvor verhängten Handelsembargo einen Handelsvertrag mit Kuba abschloss.
Im Mai 2006 übernahm Patricia Woertz den Posten der Vorstandsvorsitzenden und wurde im Februar 2007 auch zur Aufsichtsratsvorsitzenden gewählt. Während ADM traditionell als Lebensmittelfirma bekannt war, verlagerte das Unternehmen unter Woertz zunehmend seine Ressourcen in die Kraftstoffproduktion. Laut der Fachzeitschrift Foodprocessing.com verdoppelte ADM seine Investitionen im Jahr 2007 auf zirka 1,12 Milliarden US-Dollar, wobei der gesamte Anstieg in den Bereich Bioenergie floss, insbesondere in Ethanol und Biodiesel.
Am 6. Juni 2014 gab ADM die vollständige Übernahme (Übernahme der restlichen 20 % Anteile) des Agrarhändlers Toepfer International für 83 Millionen US-Dollar bekannt. Wenige Wochen später, am 7. Juli 2014, kündigte ADM an, den Lebensmittelzutatenhersteller WILD Flavors GmbH bis Ende des Jahres für 2,3 Milliarden Euro zu übernehmen.
Archer Daniels Midland ist unter dem Kürzel ADM an der New York Stock Exchange (NYSE) gelistet.

## Vorstand
ADM wird von folgenden Personen geführt (Stand Juni 2021):
- Juan R. Luciano, Vorstandsvorsitzender und CEO von ADM
- Michael S. Burke, Vorstandsvorsitzender und CEO von AECOM
- Ted Colbert, Vorstandsvorsitzender und CEO von Boeing Global Services
- Terrell Crews, ehemaliger CFO von Monsanto
- Pierre Dufour, Vorstandsvorsitzender und CEO von Air Liquide USA
- Donald Felsinger, ehemaliger Vorstandsvorsitzender und CEO von Sempra Energy
- Suzan Harrison, vormals bei Colgate-Palmolive
- Patrick Moore, Vorstandsvorsitzender und CEO von PJM Advisors
- Francisco Sanchez, Vorstandsvorsitzender und CEO von CSN Global Consulting
- Debra Sandler, Vorstandsvorsitzender und CEO von LaGrenade
- Lei Zhang Schlitz, ITW
- Kelvin Westbrook, Vorstandsvorsitzender und CEO of KRW Advisors

## Kritik
Die Schokoladenindustrie, darunter auch ADM, unterzeichnete im September 2001 das sogenannte Harkin-Engel-Protokoll. Dieses Protokoll beinhaltet Maßnahmen, die bis 2005 zur Beendigung der schlimmsten Formen von Kinderarbeit bzw. -sklaverei in der Kakaoindustrie führen sollten. Eine Reportage der ARD kam 2010 zu dem Schluss, dass große Firmen wie Mars Inc., aber auch ADM oder Nestlé, nach wie vor Kindersklaverei „zumindest dulden.“ Eine Evaluation der Tulane-Universität stellte 2015 fest, dass von den sechs im Harkin-Engel-Protokoll genannten Maßnahmen keine einzige vollständig umgesetzt wurde.  Forscher des National Opinion Research Centre (NORC) an der Universität von Chicago veröffentlichten im Oktober 2020 ihre Forschungsergebnisse aus der Anbauperiode 2018/2019, in denen sie keine wesentlichen Veränderungen feststellen konnten.